# The Human Centipede (First Sequence)
Pour les articles homonymes, voir The Human Centipede.
Série
The Human Centipede II (Full Sequence)
(2011)
Pour plus de détails, voir Fiche technique et Distribution.
The Human Centipede (First Sequence) est un film d'horreur néerlandais écrit, produit et réalisé par Tom Six, sorti en 2009. Le film raconte l'histoire d'un chirurgien allemand renommé qui enlève trois touristes pour les joindre l'un à l'autre par la bouche et l'anus, afin de former un mille-pattes humain.
Pour trouver des investisseurs potentiels, Six n'a pas entièrement dévoilé son scénario, surtout concernant la partie où la bouche est reliée à l'anus. Les investisseurs n'ont pu le savoir que lorsque le film fut entièrement réalisé. Il a ensuite donné lieu à une suite, The Human Centipede II (Full Sequence), sortie en 2011 puis une seconde avec The Human Centipede III (Final Sequence) en 2015.

## Synopsis
Lindsay (Ashley C. Williams) et Jenny (Ashlynn Yennie), deux touristes américaines en Allemagne, sont droguées et retenues contre leur gré par le chirurgien fou Josef Heiter (Dieter Laser) lorsqu'elles cherchent de l'aide chez lui après avoir crevé un pneu. Les femmes se réveillent dans une salle d'opération improvisée. Elles voient Heiter tuer un chauffeur de camion kidnappé après qu'il l'a informé qu'il n'était "pas compatible". Heiter trouve un nouvel homme captif, le touriste japonais Katsuro (Akihiro Kitamura). Le docteur explique qu'il est un expert mondialement reconnu pour séparer des jumeaux siamois, mais qu'il rêve de créer de nouvelles créatures en cousant des gens ensemble. Il décrit en détail comment il va connecter chirurgicalement ses trois victimes bouche à anus, afin qu'elles partagent un seul système digestif.
Après que Lindsay a tenté de s'échapper et échoué, Heiter décide de lui faire prendre la partie centrale du mille-pattes, la position la plus douloureuse. Heiter effectue l'opération en plaçant Katsuro en tête, Lindsay au milieu et Jenny à l'arrière. Il enlève les dents de devant des deux femmes et mutile les fesses de Katsuro et Lindsay pour donner accès aux rectums, auxquels il greffe leurs bouches. Il sectionne les ligaments des genoux de ses victimes pour empêcher l'extension des jambes, ce qui oblige ses victimes à ramper. Chaque victime du mille-pattes est à moitié nue, Katsuro et Lindsay ayant des fesses recouvertes de bandages à des fins de guérison, tandis que Jenny a des sous-vêtements. Les genoux des trois segments sont bandés à des fins de guérison et pour qu'ils puissent ramper. Lindsay est jointe par un bandage aux fesses de Katsuro et Jenny est jointe par un bandage aux fesses de Lindsay, joignant leurs têtes à l'anus de la personne en face d'eux.
Une fois l'opération terminée, Heiter est ravi de sa création et emmène le mille-pattes dans son salon pour réveiller chaque segment du mille-pattes, prend des photos de chacun d'eux et fait même circuler un miroir pour que les segments du mille-pattes s'émerveillent de leur nouvelle forme. Heiter tente de dresser son mille-pattes comme un animal de compagnie en l'enfermant dans une niche pour chien, en laissant Katsuro manger de la nourriture pour chien au dîner, et en rabaissant souvent Katsuro avec des insultes racistes et en le battant avec une cravache lorsqu'il devient rebelle. Lorsque Katsuro défèque, Lindsay est obligé d'avaler ses excréments sous le regard ravi du docteur. Cependant, il finit par s'irriter après avoir été tenu éveillé par les cris incessants d'un Katsuro en cage (qui, en tant que partie avant du mille-pattes, a la bouche libre et est encore capable de parler) et par les gémissements constants des femmes. Lorsque le mille-pattes tente de s'échapper alors que Heiter est en train de nager, il frappe les trois segments du mille-pattes avec la cravache. Heiter est ensuite mécontent d'apprendre que Lindsay est constipée. Il propose d'utiliser des laxatifs sur Lindsay, afin qu'elle défèque dans la bouche de Jenny et progresse ainsi vers la dernière étape de la chaîne de digestion du mille-pattes. Cependant, avant de pouvoir le faire, il découvre que Jenny est en train de mourir d'une septicémie lors d'un contrôle.
Lorsque deux détectives, Kranz (Andreas Leupold) et Voller (Peter Blankenstein), visitent la maison pour enquêter sur la disparition des touristes, Heiter a l'idée de les ajouter comme remplaçants de Jenny dans une nouvelle création : un mille-pattes à quatre segments. Il offre aux deux détectives de l'eau additionnée de sédatifs dans l'espoir de les rendre inconscients. Après avoir reçu l'eau, les détectives deviennent suspicieux et obtiennent un mandat de perquisition pour son domicile.
Lorsque les détectives quittent la maison de Heiter, les victimes tentent de s'échapper. Katsuro attaque Heiter au passage. Leur tentative d'évasion échoue finalement. Katsuro avoue au médecin qu'il mérite son sort parce qu'il a mal traité sa propre famille, puis il se suicide en se tranchant la gorge avec un tesson de verre.
De retour au domicile de Heiter, les détectives procèdent à des fouilles séparées, alors que Heiter, blessé, se cache près de sa piscine. Kranz trouve la salle avec les victimes de Heiter. Voller commence à se sentir mal après avoir été drogué, et Heiter le poignarde avec le scalpel retiré de sa jambe lors de l'attaque de Katsuro. Après avoir trouvé Voller mort, Kranz est abattu par Heiter avec l'arme de service de Voller. Kranz répond en tirant une balle dans la tête de Heiter avant de mourir. De retour à la maison, Jenny et Lindsay se tiennent la main alors que Jenny meurt. Lindsay sanglote alors qu'elle se retrouve seule dans la maison, coincée entre ses compagnons de captivité décédés. Son sort est inconnu. Le film s'achève sur le bruit de ses sanglots, tandis que la caméra se dirige vers le toit de la maison.

## Fiche technique
- Titre original : The Human Centipede (First Sequence)
- Réalisation : Tom Six
- Scénario : Tom Six
- Photographie : Goof de Koning
- Musique : Patrick Savage et Holeg Spies
- Montage : Tom Six
- Productions : Tom Six et Ilona Six
- Société de production : Six Entertainment
- Sociétés de distribution : Six Entertainment (Pays-Bas), Condor Entertainment (France) et IFC Films (Canada)
- Pays d'origine :  Pays-Bas
- Langues originales : allemand, anglais et japonais
- Budget : 1 500 000 d'euros
- Format : Couleurs - 1.78:1 - 35 mm — Son Dolby Digital - SDDS
- Genre : Horreur
- Durée : 92 minutes
- Dates de sortie :
  -  Royaume-Uni : 30 août 2009 (London FrightFest Film Festival), 20 août 2010 (sortie limitée)
  -  France : 30 octobre 2009 (Fantastique semaine du cinéma), 13 octobre 2011 (DVD/Blu-Ray)
  -  Belgique : 11 avril 2010 (Festival international du film fantastique de Bruxelles)
  -  Canada : 24 juillet 2010 (FanTasia), 20 août 2010 (Toronto After Dark Film Festival)
- Film non sorti officiellement en France. Absence de visa d'exploitation empêchant toute exploitation du film en salles. Le film est tout de même sorti en DVD et en Blu-ray

Classement : -16

## Distribution

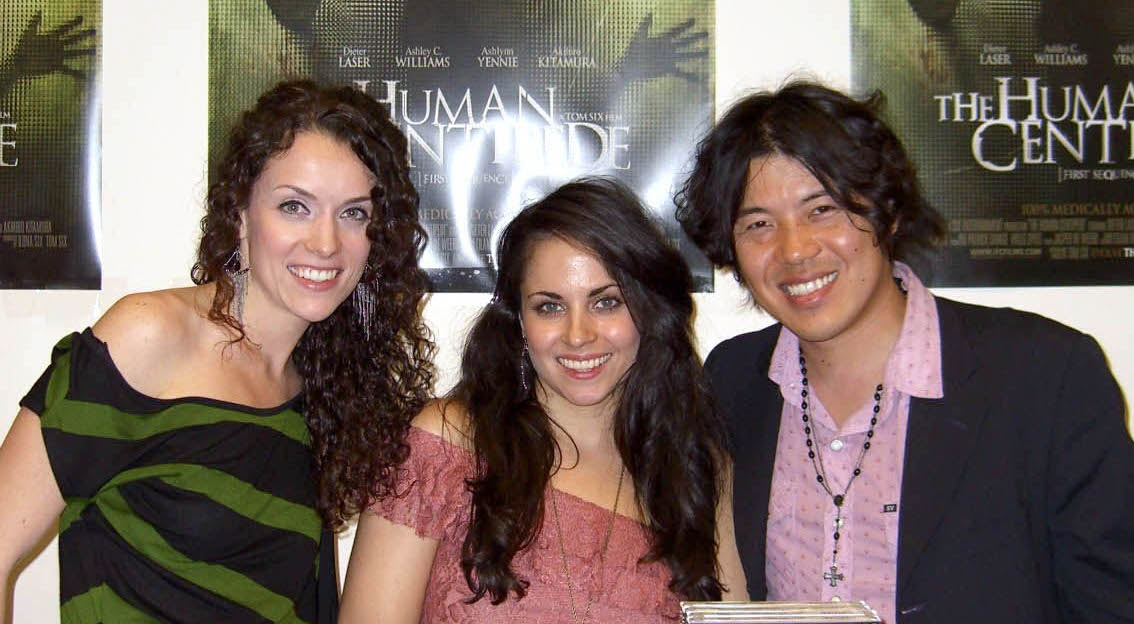
Ashlynn Yennie, Ashley C. Williams et Akihiro Kitamura à la Convention de Big Apple (Big Apple Convention) à Manhattan, le 1 octobre 2010.

- Dieter Laser (VF : Jochen Haegele) : Docteur Heiter, un ancien chirurgien spécialisé dans les opérations de jumeaux siamois qui s'intéresse maintenant à l'effet inverse, soit lier les êtres humains entre eux dans le but de faire le plus long système digestif possible.
- Ashley C. Williams (VF : Olivia Dutron) : Lindsay, une touriste américaine de New York qui se retrouvera être le maillon central du mille-pattes humain.
- Ashlynn Yennie (VF : Nathalie Bienaimé) : Jenny, touriste américaine également, la meilleure amie de Lindsay, elle se retrouvera à la fin du mille-pattes humain et subira de longues complications post-opératoires.
- Akihiro Kitamura (VF : Bruno Méyère) : Katsuro, il se retrouve à la première place du mille-pattes humain, il est le seul à avoir la parole, le docteur le considère comme étant le meneur.
- Andreas Leupold : Détective Kranz
- Peter Blankenstein : Détective Voller, équipier de Kranz
- Bernd Kostrau : Homme pervers dans la voiture
- René de Wit : Camionneur

## Autour du film
- Dans HumancentiPad (épisode 1 de la saison 15) de la série South Park, Steve Jobs de l'entreprise Apple décide de créer un nouvel appareil connecté se basant sur le même principe de la bouche reliée à l'anus.
- Dans l'épisode Moss and the German (épisode 3 de la saison 2) de The IT Crowd, la jaquette du film de zombies sud-coréen que Roy veut absolument voir ressemble fortement à celle de The Human Centipede, sorti la même année (2009). Elle est seulement teinte en rouge, quand celle du film original est verte.
- Dans la web-série française Le Visiteur du futur (épisode 4 de la saison 2), il est possible de distinguer sur un mur du laboratoire du docteur Henry Castafolte le schéma du mille-pattes humain utilisé dans le film.
- Dans le film Very Bad Games, l'acteur caricaturant Cheng de Very Bad Trip fait référence à The Human Centipede.
- Dans le jeu vidéo Plug & Play.
- Dans la chanson Red flags de Tom Cardy, mettant en scène un rendez-vous amoureux, la jeune femme est une fan du film[1].
- Dans Deadpool 2, l'acteur Ryan Reynolds fait référence à The Human Centipede "Dans tous les films il y a un moment où le héros touche le fond du trou. Dans Rasta Rockett c'est quand le bob du coach est parti en miettes, dans Human Centipede c'est quand ils ont compris que ça ne pouvait pas sortir en salle"

## Distinction

### Récompense
- 2012 : Prix du public : Meilleur film au Samain du cinéma fantastique de Nice